# Big Coppitt Key
Big Coppitt Key es un lugar designado por el censo ubicado en el condado de Monroe en el estado estadounidense de Florida. En el Censo de 2010 tenía una población de 2.458 habitantes y una densidad poblacional de 309,94 personas por km².

## Geografía
Big Coppitt Key se encuentra ubicado en las coordenadas 24°35′5″N 81°39′12″O / 24.58472, -81.65333. Según la Oficina del Censo de los Estados Unidos, Big Coppitt Key tiene una superficie total de 7.93 km², de la cual 3.62 km² corresponden a tierra firme y (54.41%) 4.31 km² es agua.

## Demografía
Según el censo de 2010, había 2.458 personas residiendo en Big Coppitt Key. La densidad de población era de 309,94 hab./km². De los 2.458 habitantes, Big Coppitt Key estaba compuesto por el 90.36% blancos, el 4.27% eran afroamericanos, el 0.16% eran amerindios, el 2.07% eran asiáticos, el 0.04% eran isleños del Pacífico, el 0.61% eran de otras razas y el 2.48% pertenecían a dos o más razas. Del total de la población el 21.32% eran hispanos o latinos de cualquier raza.